# Archeologické naleziště Ófune
Archeologické naleziště Ófune (japonsky 大船遺跡, Ófune iseki) je archeologické naleziště skládající se z řady velkých mohyl ze skořápek mořských živočichů a pozůstatků přilehlé osady z období Džómon japonské historie. Kultura Džómon je ve světových dějinách výjimečným příkladem neolitické kultury, která vzkvétala a žila více než 10 tisíc let ve stálých sídlech v režimu zahrnující lov, rybolov a soužití lidí a přírody ve vlhkém klimatu holocenní epochy. Naleziště se nachází v dnešní části města Hakodate v podprefektuře Ošima na jihu ostrova Hokkaido v severním Japonsku. Je chráněné centrální vládou jako historické místo od 13. srpna 2001. Naleziště má rozlohu 71 832 čtverečných metrů.

## Raná historie
Archeologické naleziště Ófune byla komunita s více než sty jámami pro obydlí, včetně menších domů, ve kterých žily rodiny a dalších větších domů, které byly osídleny od roku 3 500 před naším letopočtem do roku 2000 před naším letopočtem. Data osídlení místa odpovídají časnému a střednímu období Džómon japonské historie. Komunita žila podél pobřeží Tichého oceánu, což jí umožňovalo snadný přístup k rybářským a velrybářským revírům a poskytovalo lidem z osady cestu k rozsáhlému obchodu s ostatními komunitami v regionu Tóhoku ze středního Hokkaida, takže místo fungovalo jako středisko obchodu.

## Moderní historie
Místo Ōfune bylo objeveno během průzkumných prací v roce 1996. Počáteční objevy zahrnovaly velká obydlí, náspy a skladovací jámy. Archeologické naleziště bylo dne 13. srpna 2001 zařazeno pod ochranu centrální vlády jako historické místo. Chráněné území se nachází na ploše 71 832 čtverečných metrů. Dne 29. prosince 2002 bylo při požáru ve výstavní místnosti poškozeno nebo zničeno 70 tisíc vytěžených artefaktů z naleziště Ōfune Site.
Ófune je jedním z archeologických nalezišť lidu Džómon na Hokkaidu, v severním Tóhoku a jiných oblastech (北海道・北東北を中心とした縄文遺跡群), která byla doporučena Japonskem v roce 2020 na zařazení na seznam světového dědictví UNESCO podle kritérií iii a iv. Žádost se v současné době nachází na předběžném seznamu, přičemž rozhodnutí o zařazení na seznam bude oznámeno v květnu 2021.